# Веслав Гжимальський

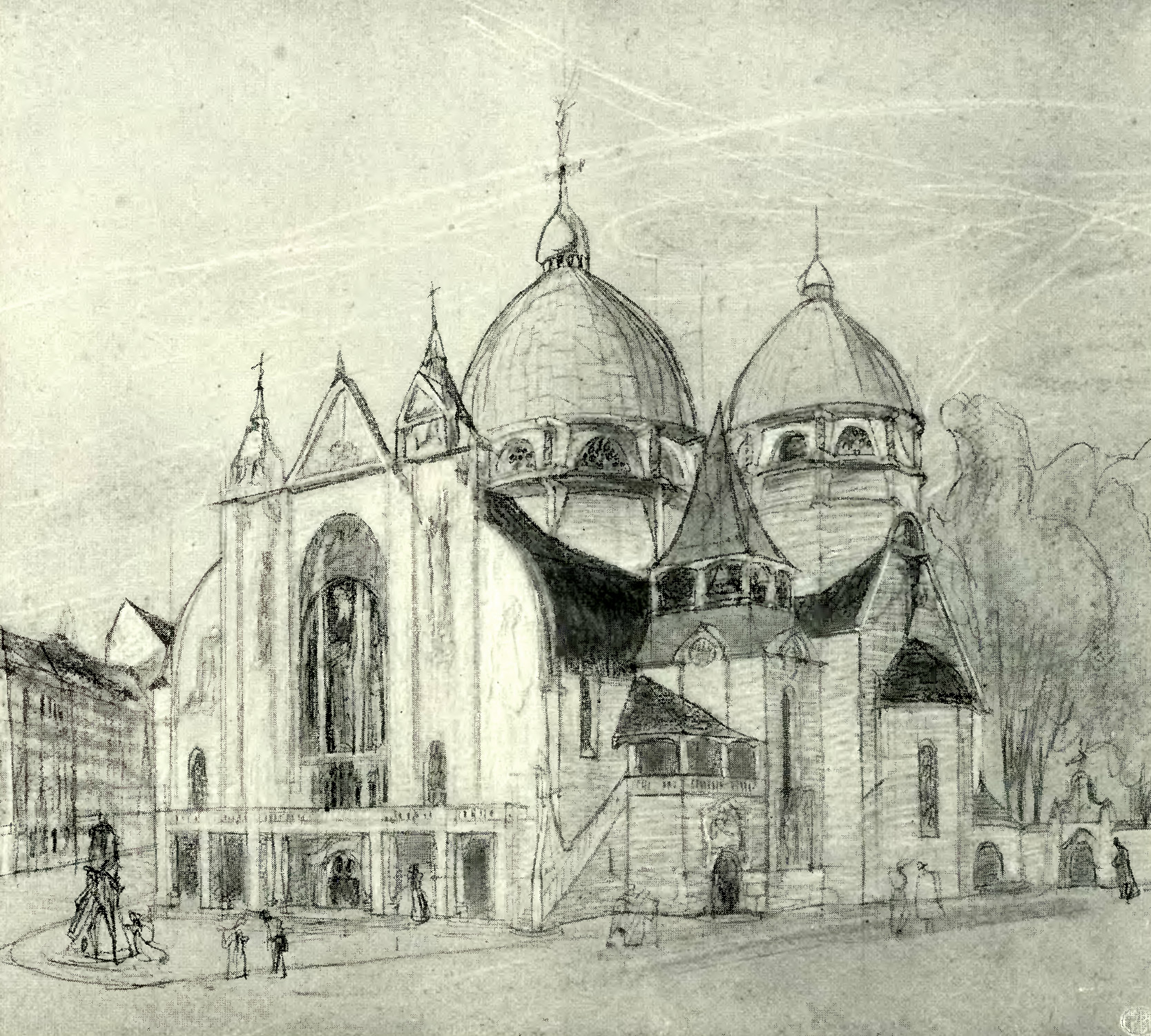
Проєкт нового костелу св. Анни. 1912 рік

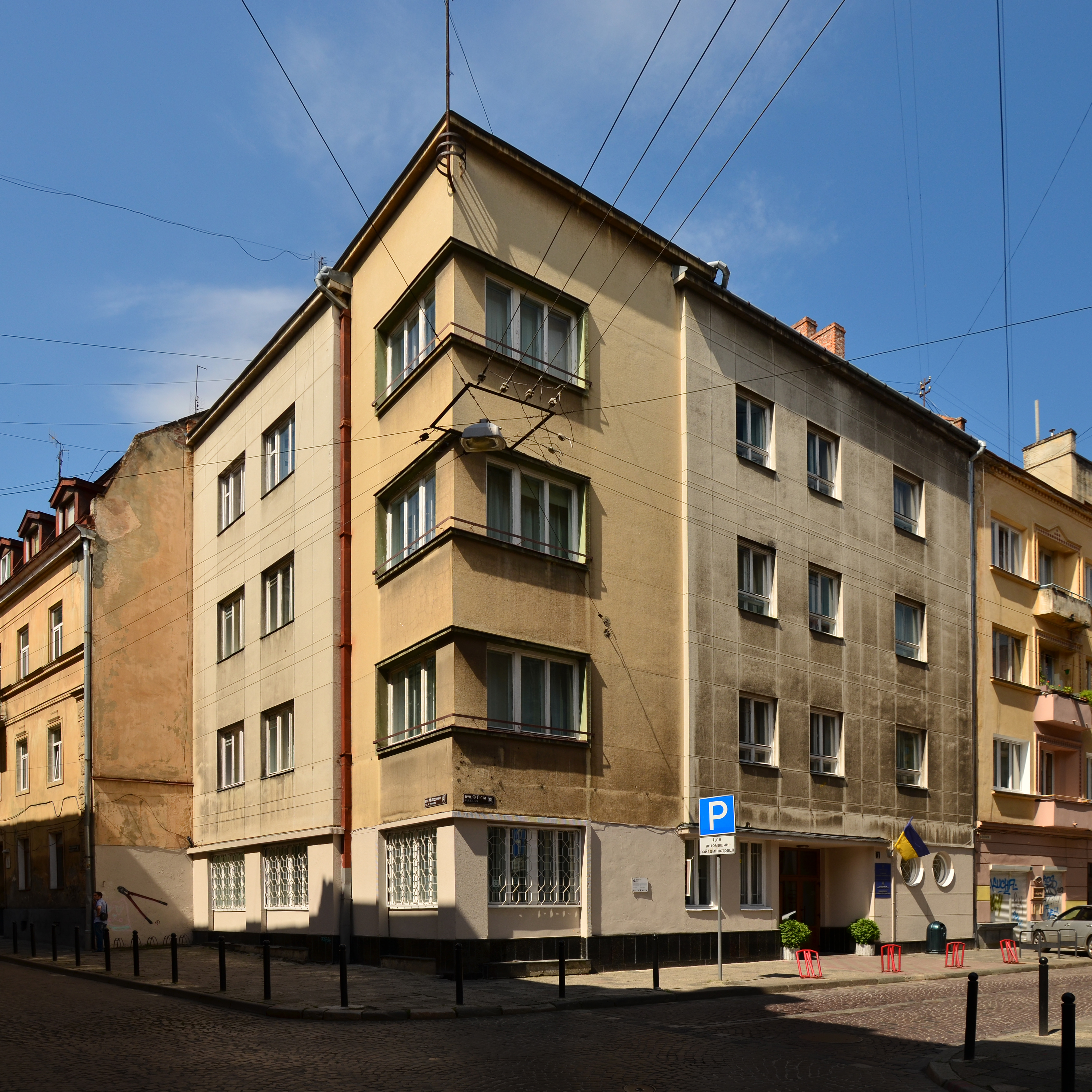
Дім на вулиці Ліста, 1. 1930-ті роки

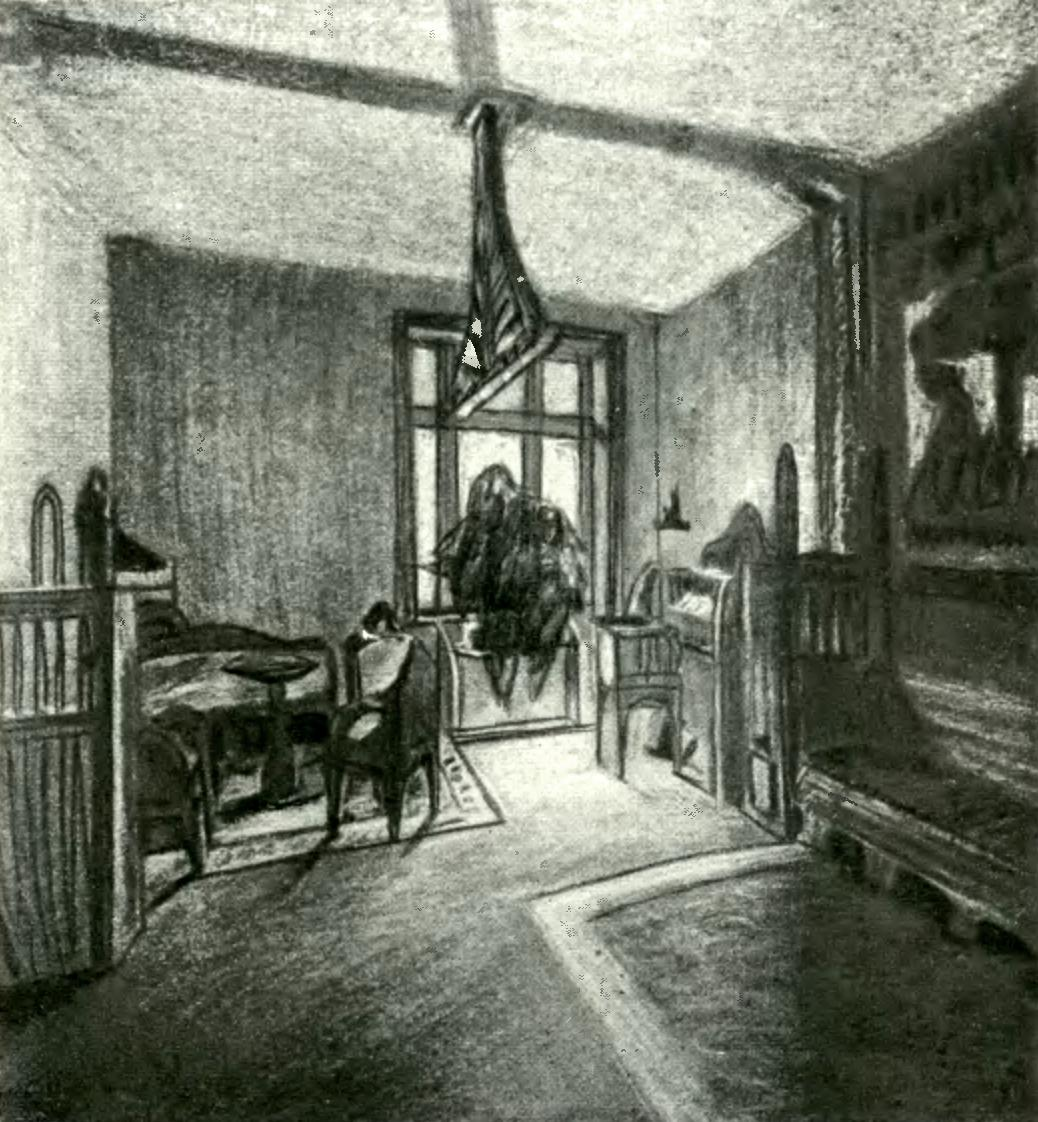
Проєкт номера в готелі «Краківському». 1913 рік

Веслав Гжимальський (пол. Wiesław Grzymalski, 27 березня 1891, Вадовиці — 20 січня 1941, Львів) — архітектор, живописець.

## Біографія
Народився у Вадовицях 27 березня 1891 року. Син Юзефа Гжимальського, будівельного інженера. Навчався у V гімназії Львова. Отримав атестат зрілості 1900 року. Закінчив Львівську політехніку. На початку грудня 1908 року у складі делегації львівського Кола архітекторів брав участь у Першому з'їзді делегатів польських архітектурних кіл у Кракові. 1909 року став членом Політехнічного товариства у Львові. Входив до складу комітету, який в рамках друкованого органу товариства (журнал «Czasopismo Techniczne») кілька разів на рік видавав номери присвячені архітектурі. 1910 року був одним із найбільш активних організаторів виставки польських архітекторів у Львові. За власним проєктом оформив інтер'єри виставкових зал. Там же експонував низку робіт. У 1911–1914 роках член мистецького об'єднання «Зеспул» (пол. Zespół). Входив до його правління. Брав участь у колективній виставці об'єднання 1913 року у залах Технологічного інституту. Експонував міські краєвиди на художній виставці 1916 року у Львові. Це зокрема роботи «Успенська церква», «Вірменський собор», «Бернардинський костел», «Старий арсенал».
Від 1923 року викладав у Львівській політехніці. 1937 року іменований професором надзвичайним, а 1938 року — керівником кафедри декоративного рисунку і декорації інтер'єрів. Займався викладацькою діяльністю навіть в умовах окупованого Львова. Від 1931 року викладав проєктування інтер'єрів у львівській Промисловій школі. 1928 року прочитав доповідь у Львові на тему сучасних інтер'єрів у рамках серії лекцій у Міському музеї мистецького промислу.
Проживав на вулиці Дверницького, 50 (тепер вулиця Мушака). 20 січня 1941 року помер у Львові.

## Роботи
- Конкурсний проєкт перебудови в «англійському» стилі садиби Скібневських у селі Голозубинці Хмельницької області. Розроблений Гжимальським 1904 року, ще під час навчання у політехніці. Здобув перше місце. Експонувався в одній з рисункових зал політехніки.[13]
- Конкурсний проєкт українського театру на нинішній площі Шашкевича у Львові (1905).[14]
- Два варіанти інтер'єрів архітектурної виставки 1910 року у Львові. Перший, більш коштовний, базувався на переосмисленні старослов'янського мистецтва у фантастичних формах. Не був реалізований, однак його проєкти експонувались на виставці. До реалізації прийнято другий простіший варіант. Там же на виставці Гжимальський експонував ескізи сільського костелу і малої церкви, проєкт виставкового павільйону.[5]
- Проєкт нової ратуші у Стрию. Виконаний у співавторстві з Т. Бауером та Мар'яном Осінським для конкурсу 1906 року. Здобув перше місце.[15]
- Проєкт будівлі Ремісничої палати у Львові. Розроблений для конкурсу 1912 року. Здобув III місце. Експонувався разом з іншими проєктами у залі Технологічного інституту на вулиці Нижанківського, 5.[16]
- Проєкт нового костелу святої Анни у Львові на конкурсі 1912 року. Не здобув призових місць, але отримав схвальну оцінку журі за високий мистецький рівень. Проєктом передбачався храм у формах «східних», більше характерних для церкви, ніж для латинського костелу.[17]
- Інтер'єри готелю «Краківського» у Львові — зал ресторану (спільно з Мар'яном Осінським), холл з вестибюлем, сходова клітка, трикімнатні апартаменти.[7] Проєкти декоративних розписів та вивісок.[18] Усі експонувались на виставці товариства «Зеспул» 1913 року.[7]
- Конкурсний проєкт ратуші в Дрогобичі (1913). Не здобув призових місць.[19]
- Типові проєкти для повоєнної відбудови сіл і містечок. Зокрема проєкт корчми, проєкти одно- і двокласової народних шкіл. 1918 року разом із роботами інших авторів увійшли до чергового альбому «Odbudowa polskiego miasteczka».[20]
- Проєкт нового Палацу мистецтв на площі біля домініканського костелу у Львові. Здобув третє місце на конкурсі 1920 року. Співавтор Калікст Кшижановський.[21]
- Цвинтарна каплиця в Золочеві.[22] Проєкт розроблено для конкурсу близько 1922 року.[23]
- Нове оформлення інтер'єрів ресторану для пасажирів 3-го класу у головному залізничному вокзалі Львова.[24] Розписи у люнетах вестибюля. Роботи проведені протягом 1921–1922 років у тракті відбудови вокзалу після знищень Першої світової та Польсько-української воєн.[25] Пізніше втрачені.
- Конкурсний проєкт костелу в Руднику-над-Сяном (1923). Не здобув нагород, однак придбаний журі.[26]
- Одне з трьох других місць на конкурсі проєктів музичного кіоску в Криниці-Здруй (1925).[27]
- Проєкт санаторію у Криниці-Здруй, що мав постати на вулиці Нітрібітта. Розроблений для конкурсу 1926 року. Не здобув призових місць, але був придбаний журі.[28]
- Житловий будинок професора Адама Груци на вулиці Ліста, 1 у Львові (бл. 1930).[9]
- Музична крамниця фірми «Konrad Kaim i Synowie» на вулиці Коперника, 11 у Львові. Оформлена у стилі конструктивізму.[29]
- Монументальний модерністичний костел у місцевості Знесіння у Львові. Проєкт обрано 1936 року на конкурсній основі. Будівництво розпочато 1937 року, але до початку війни не було завершене. Після 1991 року переданий греко-католикам і поступово перебудований.[30]
- Одна з трьох третіх нагород на конкурсі проєктів парафіяльного костелу в Коломиї 1938 року. Співавтори Доброслав Чайка і Едвард Кшижевський.[31]